# Jules-Henri Addor
Pour les articles homonymes, voir Addor.
Jules-Henri Addor, né le 21 septembre 1894 à La Lance et mort le 17 décembre 1953 à Lausanne, est une personnalité politique suisse, membre du parti radical-démocratique.

## Biographie
Instituteur de formation, il enseigne à Morcles jusqu'en 1918 avant de reprendre des études de mathématiques à l'Université de Neuchâtel ainsi qu'a la Sorbonne de Paris. Licencié en 1921, il est nommé enseignant au gymnase d'Yverdon-les-Bains de 1922 à 1927, puis à l'École normale de Lausanne jusqu'en 1937.
Politiquement, il est élu au Conseil communal de Lausanne dès 1934, puis à la syndicature de 1938 à 1945. Entre 1940 et 1945, il est également élu au Grand Conseil du canton de Vaud. Enfin, il est élu au Conseil national de 1943 à 1947.

## Sources
- (de) Cet article est partiellement ou en totalité issu de l’article de Wikipédia en allemand intitulé « Jules-Henri Addor » (voir la liste des auteurs).
- Gilbert Marion, « Addor, Jules Henri » dans le Dictionnaire historique de la Suisse en ligne, version du 12 juin 2002.
- « Biographie de Jules-Henri Addor », sur le site de l'Assemblée fédérale suisse.